# Luke Popko
Luke Popko (ur. 23 września 1988 w Skillman, w stanie New Jersey) – amerykański hokeista pochodzenia polskiego.

## Kariera
- U.S. National U17 Team (2004-2005)
- USNTDP Juniors (2004-2005)
- U.S. National U18 Team (2005-2006)
- Boston University Terriers (2006-2010)
- Ontario Reign (2010)
- South Carolina Stingrays (2010-2011)
- Rio Grande Valley Killer Bees (2010-2011)
- Bloomington Blaze (2011-2012)
- HC GKS Katowice (2012-2013)

W swojej karierze występował w klubach lig NAHL, NCAA (2006-2010), ECHL (2010-2011) i CHL (2011-2012). Od lipca 2012 do 2013 zawodnik HC GKS Katowice.
W barwach USA wystąpił w turniejach mistrzostw świata do lat 17 w 2005 roku oraz mistrzostw świata do lat 18 w 2006. Na tym drugim turnieju zdobył dwa gole i 1 asystę, a z reprezentacją wywalczył złoty medal (w kadrze występował m.in. Patrick Kane).
Ukończył uczelnię Boston University. Ma polskie pochodzenie.
W sezonie 2011/2012 w zespole Bloomington Blaze razem z nim występowali Vladimir Nikiforov i Zane Kalemba, który także polskie pochodzenie. Od 2012 do 2013 obaj występowali w Polskiej Lidze Hokejowej w barwach klubu z Katowic.
Następnie przerwał karierę i podjął pracę w prywatnym przedsiębiorstwie.

## Sukcesy
Reprezentacyjne
- Złoty medal mistrzostw świata juniorów do lat 18: 2006

Klubowe
- Mistrzostwo NCAA: 2009 z Boston University Terriers